# ۵'-گوانیلیل ایمیدودی‌فسفات
۵'-گوانیلیل ایمیدودی‌فسفات (به انگلیسی: 5'-Guanylyl imidodiphosphate) یک ترکیب شیمیایی با شناسه پاب‌کم ۳۶۷۳۵ است. 